# Н011 Барс
Н011 «Барс» — авиационная бортовая радиолокационная станция разработки НИИ приборостроения имени В. В. Тихомирова.
Проектирование Н011 было начато в 1980-е гг. в рамках программы Су-27М.
Базовая модификация была построена на основе РЛС Н001 с щелевой антенной решёткой и обводным каналом для режимов «воздух-поверхность». Модернизированные варианты (Н011М «Барс-29») построены на основе ПФАР с комплексным фазовым и электрогидромеханическим сканированием.
БРЛС обеспечивает обзор пространства, автоматическое обнаружение и сопровождение целей, в том числе в условиях близкого манёвренного воздушного боя, наведение на них авиационных управляемых ракет типов Р-77, Р-73, Р-27, Х-31 и других, а также автоматическое радиолокационное картографирование местности. Данная БРЛС устанавливается на истребители Су-30МКИ/МКА/МКМ/СМ.

## Оценка радара
Во многих источниках указывается, что Н011 «Барс» хорошо зарекомендовал себя на мировом рынке вооружений и пользуется спросом у заказчиков авиационной техники. В качестве преимуществ данного радиолокатора отмечаются высокое разрешение и производительность, возможность эффективно работать по наземным и воздушным целям.
В то же время ряд авторов критикует РЛС Н011 за использование устаревающей элементной базы, что существенно увеличивает массу и габариты РЛС, а также обуславливает сниженные характеристики, в сравнении с БРЛС с ПФАР и АФАР.
Помехозащищённость: радар способен сопровождать один помехопостановщик и атаковать его.

## Тактико-технические характеристики
Источник данных: Научно-исследовательский институт приборостроения имени В. В. Тихомирова
- Диапазон частот: Х
- Зона контроля:
  - Электронное сканирование:
    - По азимуту: ± 3—10°
    - По углу места: −14 — +40 °

  - Механическое сканирование:
    - По азимуту: ± 70 °
- Количество каналов приёмника: 3
- Количество целей, обрабатываемых одновременно:
  - Сопровождаемых: 15
  - Обстреливаемых: 4
- Коэффициент шума приёмника: не более 3 дБ
- Мощность передатчика:
  - Импульсная: 4,5 кВт
  - Средняя: 1,5 кВт
  - Подсвета и наведения: 1 кВт
- Дальность обнаружения целей (не менее):
  - «Истребитель типа Миг-29»: до 140 км (в зоне 300 кв. градусов на встречных ракурсах, на догонных 60 км)[7]
  - «Железнодорожный мост»: 80—120 км
  - «Группа танков»: 40—50 км
  - «Эсминец»: 80—120 км[7]
- Максимальная разрешающая способность: 10 м